# Martina Dase

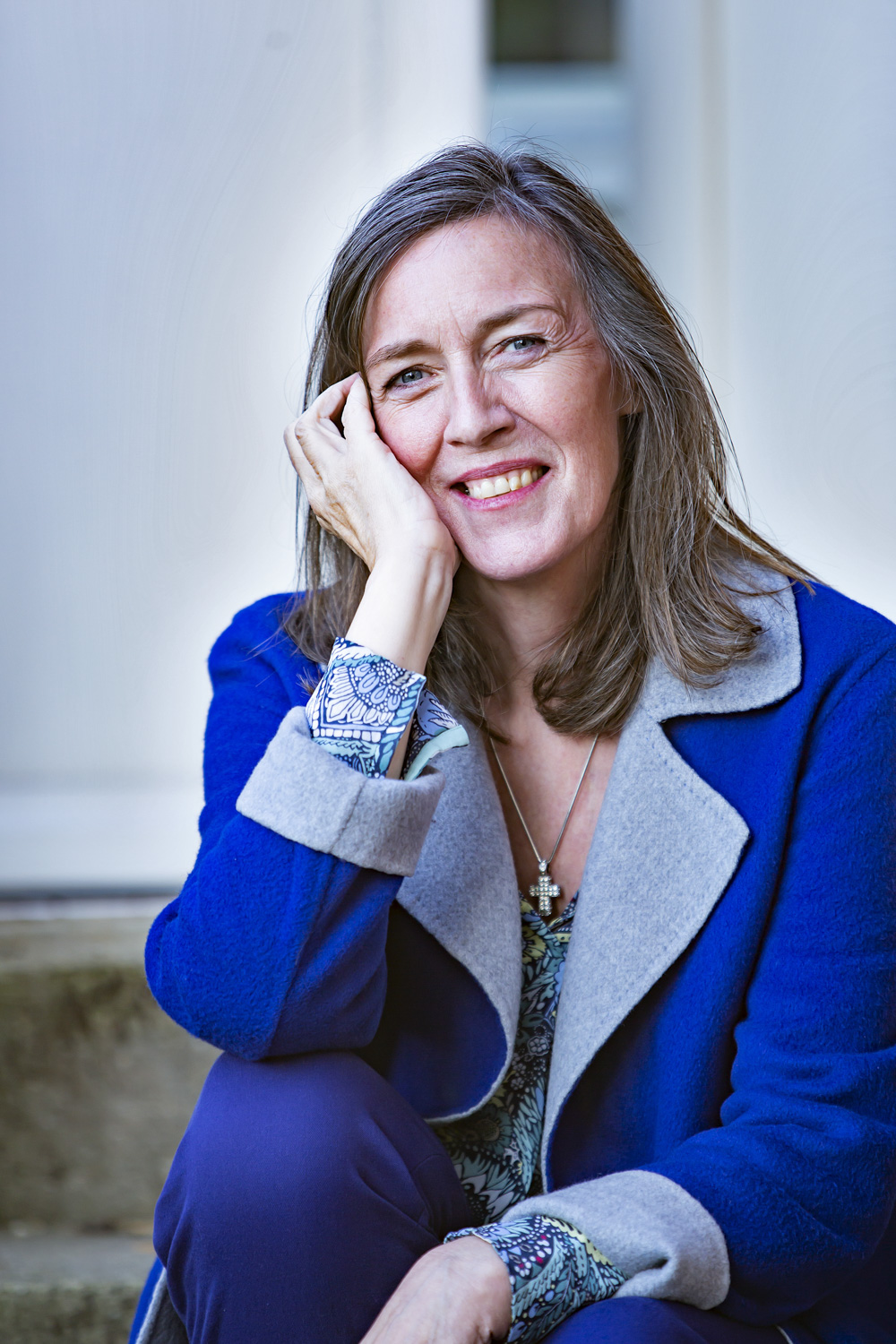
Martina Dase, 2020

Martina Dase (* 30. Oktober 1959 in Lütjenbüttel) ist eine deutsche Filmemacherin, TV-Journalistin und Kommunikatorin.

## Leben
Martina Dase wuchs als Tochter einer Landfrau und eines Handwerkers im Kreis Dithmarschen an der Schleswig-Holsteinischen Nordseeküste auf. Nach Gelegenheits-Jobs in Hamburg ging sie 1979 nach West-Berlin. Dort studierte sie an der Freien Universität Berlin Theaterwissenschaften, Germanistik und Publizistik mit den Schwerpunkten Linguistik und Film. Ihr filmisches Wissen erwarb sie vor allem in Berliner Programmkinos und auf Filmfestivals. Martina Dase lebt in Potsdam.

## Beruflicher Werdegang

### Musik, Entertainment, Sport
Ihre berufliche Laufbahn begann Martina Dase 1988 als PR-Leiterin der seinerzeit größten Berliner Konzert- und Veranstaltungsagentur, wo sie über 300 Konzerte und Tourneen von Musikern wie Herbert Grönemeyer, den Rolling Stones und Leonard Bernstein promotete. Dort leitete sie auch die PR für Großveranstaltungen der British Forces in Berlin sowie die deutschen Markteintritte des Hard Rock Café und der weltgrößten Sportorganisation NFL.
1992 organisierte sie für Jan Hoet, den Kurator, ehemaligen Boxer und damaligen Leiter der Kasseler Documenta IX, eine Profibox-Gala zum Abschluss seiner Documenta. Sie gewann Henry Maske und Axel Schulz als Boxer und lud Künstler wie Markus Lüpertz und Jörg Immendorff sowie den Schriftsteller Wolf Wondratschek an den Ring. Der Event fand nicht nur bei deutschen und internationalen Fernsehsendern, sondern auch in Kunst- und Kulturkreisen Beachtung und trug entscheidend dazu bei, den Boxsport in Deutschland wieder salonfähig zu machen.

### Fernsehen
Im Jahr darauf wechselte sie als Journalistin und Redakteurin in die Sportredaktion des Senders Freies Berlin. Dort realisierte sie – nach Beiträgen über das Boxen und einer ersten längeren Reportage über das italienische Straßenautorennen „Mille Miglia“ – für 3sat, arte und mehrere ARD-Sender annähernd 50 Dokumentationen und Magazinbeiträge zu Themen aus Kultur und Gesellschaft, Politik und Wirtschaft. So begleitete sie die Entwicklung Berlins nach dem Mauerfall, filmte in Europa, Russland und den USA – und immer wieder auf dem afrikanischen Kontinent.
Zum ersten deutschen Staatsbesuch des südafrikanischen Staatspräsidenten Nelson Mandela produzierte sie eine Sondersendung. Es folgten ein Porträt der südafrikanischen Literaturnobelpreisträgerin Nadine Gordimer sowie zwei Filme zu dem von ihr verantworteten arte-Themenabend „Afrika ist anderswo“ (1998) über den steinigen Weg zeitgenössischer afrikanischer Künstler in den westlichen Kunstmarkt.
Ihr Fernsehessay „Aktie – Die Lust am Geld“ (Zeit TV, 3sat) über den plötzlichen deutschen Aktienboom wurde mit dem Deutschen Wirtschaftsfilmpreis (2000) sowie dem Herbert Quandt Medien-Preis (2001) ausgezeichnet. 2005 drehte sie den Dokumentarfilm „Schatten des Schweigens“ über die Obsessionen eines amerikanischen Holocaust-Überlebenden der zweiten Generation, nach einer Story des leitenden Investigativ-Journalisten Jeff Leen (Washington Post). Darüber hinaus produzierte sie für die Gauck-Behörde, die Bundestagsfraktion der Grünen und den Deutschen Bundestag zahlreiche Informationsfilme.

### NGOs
Nach einem Filmporträt über Klaus Töpfer, den ehemaligen Bundesumweltminister und damaligen Exekutivdirektor der Umweltbehörde der Vereinten Nationen in Nairobi, wechselte Martina Dase 2005 ins strategische Management von Non-Profit-Organisationen. Bis 2008 leitete sie in Hamburg die Kommunikation von Greenpeace Deutschland und wirkte auch als Medienberaterin des damaligen Geschäftsführers von Greenpeace International, Gerd Leipold, in Amsterdam.
Von 2009 bis 2011 war sie erster Marketingvorstand der Deutschen Welthungerhilfe in Bonn. Hier unternahm sie mit dem Kulturmanager und Publizisten Michael Schindhelm eine Projektreise nach Nordkorea und initiierte zum 50. Jahrestag der Organisation u. a. die Denkfabrik „Searchers Unlimited“ zur Zukunft der Entwicklungshilfe. Ihr Engagement in der Welthungerhilfe war geprägt von einer seltenen Serie von Naturkatastrophen – das große Erdbeben von Haiti im Januar 2010, die Jahrhundertflut von Pakistan im August desselben Jahres und die Nuklearkatastrophe von Fukushima im März 2011– während parallel mit dem WCCB-Skandal der damaligen Präsidentin und früheren Oberbürgermeisterin von Bonn, Bärbel Dieckmann, gerungen wurde.
Aus familiären Gründen in ihre Heimat zurückgekehrt, gründete Martina Dase 2012 ihre eigene Agentur „Coming Home“ und beriet NGOs, Politiker und Unternehmen. Dort gestaltete sie in Zusammenarbeit mit der damaligen Bürgermeisterin Anke Cornelius-Heide auch das 750. Jubiläum ihrer Heimatstadt Meldorf mit.
Von 2016 bis 2023 leitete Martina Dase die Medien- und Kommunikationsabteilung von Save the Children Deutschland. In dieser Funktion unternahm sie 2017 eine Pressereise nach Somalia und begleitete Journalisten nach Kutupalong, das Aufnahmelager der muslimischen Minderheit der Rohingya in Bangladesch. 2019 leitete sie die Jubiläumskampagne „Kein Krieg gegen Kinder“. Anlässlich des 100. Jahrestages der britischen Organisation entwickelte sie ein Gesamtpaket öffentlichkeitswirksamer Projekte rund um das weltweite Fotoprojekt „Ich lebe“. Die Porträts und Geschichten von Kriegskindern aus 100 Jahren, die alle von der Organisation unterstützt wurden, veröffentlichte sie nicht nur auf dem von ihr inszenierten Festakt der Organisation sowie in Foto-Ausstellungen im Auswärtigen Amt und im Bundesministerium für wirtschaftliche Zusammenarbeit und Entwicklung, sondern auch in dem Text-/Bildband „Ich lebe“. Diesen stellten sie und der Fotograf Dominic Nahr vorab im Rahmen der Partnerschaft mit dem 20. Internationalen Literaturfestival Berlin vor.

## Filmisches Engagement

### Kino-Kooperationen
Für das Institut für Stadtforschung kuratierte Martina Dase im Rahmen der „Kulturhauptstadt West-Berlin 1988“ eine Filmwoche über „Architektur im Film“ mit dem Sputnik Kino. Für Greenpeace arbeitete sie 2006 mit den Verleihern von Al Gores Dokumentarfilm „Eine unbequeme Wahrheit“ und dem Atomunfall-Spielfilm „Die Wolke“ zusammen und drehte 2007 selbst den Film „Wenn Wale weinen“ über die spektakuläre Greenpeace-Aktion der Bergung eines in der Ostsee gestrandeten toten Finnwals und dessen Entführung nach Berlin für eine Demonstration vor der japanischen Botschaft. Den preisgekrönten Greenpeace-Kinospot „Sie sind das Meer“ der SOS-Weltmeer-Kampagne zeigte sie, ebenfalls 2007, schwerpunktmäßig in großen Kinos. Bei Greenpeace International half sie 2008, den Kino-Dokumentarfilm „Jagdzeit – Den Walfängern auf der Spur“ von Angela Graas auf den Weg zu bringen, für die Welthungerhilfe bahnte sie 2010 eine Zusammenarbeit mit dem Vertrieb des Dokumentarfilms „Hunger“ von Markus Vetter und Karin Steinberger an.
Für Save the Children etablierte sie 2019 eine Zusammenarbeit mit dem Bad Saarower Festival „Film ohne Grenzen“ und eine langfristige Partnerschaft mit dem Human Rights Film Festival Berlin.

### Moderationen, Lehr- und Jurytätigkeiten
2014 und 2015 moderierte Martina Dase auf dem Filmfest Hamburg und unterrichtete Film an ihrem ehemaligen Gymnasium, der Meldorfer Gelehrtenschule, wo sie mit Schülern den dystopischen Film Mias Traum produzierte und eine Master Class zum Thema Trailer ausrichtete. 2015 beriet sie die Nordischen Filmtage Lübeck bei der Sponsorenakquise. 2016 war sie Jurymitglied beim Festival of Nations am Attersee. Seit 2019 ist sie im Beirat des Festivals „Film ohne Grenzen“ in Bad Saarow sowie in der Jury des Willy-Brandt-Dokumentarfilmpreis für Freiheit und Menschenrechte im Rahmen des Human Rights Film Festivals Berlin.

## Afrika
Im Frühjahr 1989 unternahm Martina Dase mit ihrer Mutter eine Reise nach Kenia – die Initialzündung für ihr Interesse an den Geschehnissen auf dem afrikanischen Kontinent. Im Winter 1991 bereiste sie das Land erneut und lernte dabei den damaligen ARD-Afrikakorrespondenten Luc Leysen kennen, eine Begegnung, die ihren Wechsel von der Musikbranche zum Fernsehen einleitete.
1992 brachten Dreharbeiten sie nach Ghana, Mali, Kamerun und Südafrika. Mit ihrem arte-Themenabend „Afrika ist anderswo“ (1998) begleitete sie journalistisch die Lobbyaktivitäten des Kurators und Publizisten Simon Njami, der sich für einen Zugang afrikanischer Künstler zum westlichen Kunstmarkt einsetzte.
Im Jahr 2000 drehte sie für 3sat in Nairobi ein filmisches Porträt über den damaligen Exekutivdirektor der UNEP und CDU-Politiker Klaus Töpfer in Nairobi.
2009 und 2010 besuchte sie als Vorstandsmitglied der Welthungerhilfe Projekte in Ruanda, Uganda und Burkina Faso.
2017 begleitete sie für Save the Children Journalisten von ZDF, ARD, dpa, Deutscher Welle und National Geographic nach Somalia, um frühzeitig auf die drohende Dürre aufmerksam zu machen. 2018 reiste sie, ebenfalls für Save the Children, anlässlich des 25. Jahrestages des Genozids erneut nach Ruanda – dieses Mal, um mit dem Fotografen Dominic Nahr für ihr gemeinsames Buch „Ich lebe“ eine Frau zu porträtieren, die als Kind im Völkermord ihre Eltern verloren hatte.

## Fotografie
Die Zusammenarbeit mit dem Fotografen Dominic Nahr in Somalia 2017, im Libanon und Jordanien 2018 und bei dem weltweiten Multimedia-Projekt „Ich lebe“ 2018/2019 geht auf ein Interesse an Fotografie seit ihrer Kindheit zurück, das in den 1970er Jahren stark durch Werbe-Fotografien von Guy Bourdin u. a. in der Zeitschrift Vogue beeinflusst wurde.
Im Jahr 2000 interviewte Martina Dase für das arte-Kulturmagazin Metropolis Helmut Newton und seine Frau Alice Springs in Monaco. 2003 berichtete sie für arte über die von Simon Njami geleitete Fotobiennale in der malischen Hauptstadt Bamako. Im Jahr 2010/2011 setzte sie in der Welthungerhilfe mit dem äthiopischen Fotografen Michael Tsegaye das Projekt „Die Kraft der Träume“ um, frei nach der Interviewserie des ZEIT Magazins, Ich habe einen Traum, mit Porträts aus mehreren Ländern Ostafrikas. Das Ergebnis des 2018/2019 bei Save the Children Deutschland mit dem Schweizer Fotografen und Leica-Botschafter Dominic Nahr entwickelten weltweiten Fotoprojekts „Ich lebe“ erscheint 2020 als Bildband im Kerber Verlag.

## Filmografie
- 1992: Im Dienst Ihrer Majestät, SFB
- 1993: Fern von Afrika, SFB
- 1993: Mille Miglia – 1000 Meilen durch Italien, SFB
- 1994: Rocky – Das Porträt, SFB, SWR
- 1995: Der Clan der Büchermacher, ARD
- 1995: Diesseits von Afrika, SFB, DW
- 1995: Nadine Gordimer und ihr neuer Roman, ARD Kulturreport
- 1996: Bilderbuch Deutschland: Ein Tag auf dem Kurfürstendamm, ARD
- 1996: Mythos Mandela, SFB, SWR, arte
- 1996: Wolf Biermann – Die Folgen einer Ausbürgerung, SFB, MDR
- 1997: Afrikanische Filme am Rande der Berlinale, ARD Kulturreport
- 1997: Bilderbuch Deutschland: Berlin-Mitte, ARD
- 1997: Hip-Hop-Treffen am Äquator, SFB / Goethe-Institut Inter Nationes
- 1998: Alte Fabriken aufpoliert, SFB
- 1998: Bilderbuch Deutschland: Berlin-Pankow, ARD
- 1998: Glanz auf Bestellung – Die Berliner Society, ARD
- 1998: Revue Noire: Der Andere Blick / Avec d’autres Yeux, arte Themenabend
- 1998: Wege aus dem Abseits / La Porte étroite, arte Themenabend
- 1999: Bilderbuch Deutschland: Das Neue Regierungsviertel, ARD
- 2000: Afrikanische Kunst in Brüssel und Antwerpen, arte Metropolis
- 2000: Aktie – Die Lust am Geld, 3sat
- 2000: Der Umweltmissionar: Klaus Töpfer und die UN, 3sat
- 2000: Helmut Newton & Alice Springs, arte Metropolis
- 2001: Afrika im Visier – Die Fotobiennale von Mali, 3sat Kulturzeit
- 2001: Mohn und Gedächtnis – Neue Gartenkunst in Berlin, SFB
- 2001: Zu Tisch … in Wallonien, arte
- 2002: Zu Tisch … in Russland, arte
- 2003: Zwei Länder, ein Sender – Stationen einer Annäherung, ORB / SFB
- 2004: Schatten des Schweigens, rbb
- 2006: Sie sind das Meer, Greenpeace
- 2006: Wenn Wale weinen, Greenpeace

## Auszeichnungen
- 1996: Deutscher Preis für Denkmalschutz für den ARD-Beitrag „Ein weites Feld – Gutshäuser in Gefahr“.
- 2001: Herbert Quandt Medien-Preis und Deutscher Wirtschaftsfilmpreis für den Zeit-TV/3sat-Film „Aktie – Die Lust am Geld“.

## Veröffentlichungen und Vorträge

### Veröffentlichungen
- W88 – Stadterneuerung im Wandel: Berlin-Wedding, Fannei & Walz Verlag, 1988 (Hrsg., Redaktion).
- Stadterneuerung im Wandel – Erfahrungen aus Ost und West (Martina Dase, Jürgen Lüdtke, Hellmut Wollmann (Hrsg.) © 1989 Birkhäuser-Verlag, Springer VS, Wiesbaden. ISBN 978-3-322-94963-9).
- Ich lebe. Wie Kinder Kriege überstehen. Ein Jahrhundertporträt (Save the Children (Hrsg.) © 2020 Kerber Verlag. ISBN 978-3-7356-0632-7).

### Vorträge (Auswahl)
- „Radikale Kommunikation: Von Bearing Witness bis Breaking the Waves“, Art Directors Club, Hamburg 2007.
- „Überlebensstrategien für Kleinstädte“, Stadt Meldorf, 2015.
- „Mut zum Thema: Agendasetting von NGOs in humanitären Krisen und Katastrophen“, Kommunikationskongress, 2018.
- „100 Jahre Save the Children: Wie die revolutionäre Idee der britischen Sozialreformerin Eglantyne Jebb uns bis heute leitet“, Kommunikationskongress, 2019.